# Marie Stanislas Prévost
Pour les articles homonymes, voir Prévost.
Le baron Marie Stanislas Prévost, né le 23 février 1776 à Nantes (Province de Bretagne), mort le 11 avril 1831 à Nantes (Loire-Inférieure), est un général français de la Révolution et de l’Empire.

## Biographie
Marie Stanislas Prévost est le fils de Jacques François Prévost, marchand, et d'Anne Julie Renée Passelez. Il épouse Victoire Josèphe Le Cour Grandmaison, sœur d'Adolphe Le Cour de Grandmaison.

### États de service
Il entre en service le 17 juin 1793, comme sergent major de grenadiers dans la Légion nantaise, et il est élu par ses camarades lieutenant le 1er juillet suivant. Il sert de 1793 à l’an IV, à l’armée des côtes de l'Océan, sous les ordres du Général Hoche.
Le 5 octobre 1794, il est nommé capitaine au 1er bataillon d’infanterie légère de Nantes, et le 11 octobre 1796, il passe dans la 24e demi-brigade d’infanterie légère, puis il embarque le 8 novembre 1796, pour l’expédition d’Irlande. De 1797 à 1799, il sert aux armées de Sambre-et-Meuse, du Danube et d’Helvétie.
Le 24 août 1799, il est affecté au 5e bataillon auxiliaire du Loiret, et le 27 février 1800, il est intégré avec son bataillon à la 63e demi-brigade d’infanterie. Il est mis en non activité le 2 février 1801, et le 8 février il est affecté à l’armée du Nord, comme capitaine en pied à la 70e demi-brigade d’infanterie. 
Il reçoit son brevet de chef de bataillon le 2 janvier 1809, à l’armée du Portugal, et il est blessé d’un coup de feu à la cuisse gauche le 3 avril 1811, à la bataille de Sabugal. Il est fait chevalier de la Légion d’honneur le 6 avril 1811, et il est nommé colonel le 17 novembre 1811, au 26e régiment d’infanterie de ligne.
Lors de la première Restauration, il est maintenu dans son commandement, et il est élevé au grade d’officier de la Légion d’honneur le 24 août 1814, puis il est fait chevalier de l'ordre de Saint-Louis le 27 novembre 1814.
Pendant les Cent-Jours, il fait la guerre en Vendée, et il combat le 18 mai 1815, à Saint-Pierre-des-Échaubrognes. Il est promu général de brigade le 5 juin 1815, et il prend le commandement de la 2e brigade de la division du général Ambert à l’armée de la Loire.
Au retour des Bourbons, et conformément à l’ordonnance du 1er août 1815, sa promotion au grade de général est annulée. Il est mis en non activité avec le grade de colonel, et il est admis à la retraite en 1823. En 1830, il prend le commandement de la Garde nationale de Nantes.
Il meurt le 11 avril 1831, à Nantes.

## Sources
- Ressource relative à la vie publique :   - base Léonore
- (en) « Generals Who Served in the French Army during the Period 1789 - 1814: Eberle to Exelmans »
- Thierry Pouliquen, « Les généraux français et étrangers ayant servis [sic] dans la Grande Armée » (consulté le 11 août 2015)
- « Cote LH/2225/17 », base Léonore, ministère français de la Culture
- Marie Stanislas Prévost  sur roglo.eu
- (pl) « Napoléon.org.pl »